# 古罗马第一军团失踪之谜
古羅馬第一軍團失蹤之謎是英國牛津大學漢學教授德效騫對漢朝和羅馬的關係提出的歷史假說，認為西元前53年，克拉蘇所率7個羅馬軍團在卡萊戰役中慘敗給安息軍隊時，克拉蘇長子沒有戰死，反而率領第一軍團突破安息軍隊防線，沒有再回到羅馬，不知所終，猜測其最后可能为定居中国甘肃省永昌縣驪靬村。

## 假說

### 第一階段
1980年代，甘肅研究人員關亨到訪甘肅省永昌縣附近的者來寨，現稱驪靬村，發現者來寨居民大多長着棕色或黃色頭髮，甚至藍色或灰色眼睛。這些村民並且由於奇特的長相而受到歧視。
關亨連同蘭州大學歷史系教授陳正義在者來寨展開大規模走訪調查，發現者來寨的村民除了長相奇特以外，生活習慣也和漢族截然不同：
- 村民經常做“牛鼻子”饅頭祭奠祖先；
- 重大節日村民會玩一種類似鬥牛的遊戲：讓牛聞血腥味道；
- 所有墓葬一律頭朝西。

### 第二階段
考古學家在者來寨附近發現99座西漢墓葬，具有以下特點：
- 幾乎所有墓主都是男性：專家們由此推斷，墓葬可能與軍隊有關；
- 墓主頭身比例大多為1:8，高於漢族人的1:7.5，卻和者來寨居民的頭身比例相近：專家們由此推斷，墓主不是漢族人，而是外族人；
- 所有墓葬全部頭朝西：和者來寨村民的喪葬習俗完全一致。

### 第三階段
專家提出假設：者來寨的居民是西方使團或商團的後裔。但是這個假設很快被否定，因為者來寨並非處於繁華地段，而西漢後期絲綢之路也只是處於開拓階段，西方商團還沒有大規模進入中原地區。專家決定對者來寨村民進行去氧核糖核酸及线粒体檢測，但并未找到者来寨居民同罗马人血缘上的关联。關亨、陳正義意外地在者來寨發現一座西漢古城遺址。由於無法說出古城遺址的來源，他們決定從史料記載中尋找線索。
《漢書》中記載：公元前36年，西漢都護甘延壽，副將陳湯率軍攻打匈奴郅支城，發現郅支城採取“土城外有重木城”的防守方式，匈奴人並且派出一支長相奇特的軍隊，擺出“步兵百餘人夾門魚鱗陳［陣］”。關亨，陳正義認為，這正是羅馬軍隊獨有的防守和進攻陣勢，而“夾門魚鱗陳”正是羅馬軍隊頻繁使用的龜甲陣，因此當時匈奴人派出的是一支疑似古羅馬軍隊。《漢書》同時記載：漢軍大勝，“生虜百四十五人，降虜千餘人”，可能俘虜全部帶回漢朝。有人猜測，“驪靬”說不定是是希臘語“αλεξανδρία（Alexandria，亞歷山大里亞）”的異讀，並且也是為了俘虜安置而取的名。

### 第四階段
根據西方史料記載：公元前53年，羅馬三巨頭之一克拉蘇決定向東擴展實力範圍，親率7個軍團征戰安息帝國。羅馬軍隊一開始屢戰屢勝，卻在卡萊戰役中遭到安息軍隊埋伏，死傷慘重。克拉蘇長子率領第一軍團突破安息軍隊封鎖線（一說普布留斯被俘，後來率第一軍團逃脫），但第一軍團之後沒有再回到羅馬，不知所蹤。公元前20年，羅馬和安息簽訂和約，羅馬要求安息遣返卡萊戰役的戰俘，才得知第一軍團已經失蹤。
陳正義大膽推測：第一軍團逃出安息後一路向東逃亡，進入匈奴人的領地，後來並且效忠匈奴，直到再後來被匈奴派出與漢朝軍隊交戰。甘延壽，陳湯帶回漢朝的俘虜正是失蹤的古羅馬第一軍團，今天居住在者來寨的正是他們的後裔。

## 爭議
對於此類假說，網路上的搜索結果顯示有兩個方面的結果。支持者通常引用蘭州大學生命遺傳科學學院的結果，認定該假說被證實。
還有諸如戴維·哈里斯1989年的研究成果也被引用。反對這個理論的人認為，驪靬人為羅馬人後裔的假說因其劇情離奇與浪漫色彩，在網路上頗受歡迎，但是大量的歷史文獻與科學檢定對此假說判下無法論證的結論。
台湾学者杨希枚就于1969年在台湾《书目季刊》上发表《评德效骞的〈古代中国境内一个罗马人的城市〉》，对德氏的理論和前提進行驗證。因為骊靬作为地名早在西元前60年前就已經出现，早於克拉蘇被擊敗的年代，不可能是為安置俘虜而取的名。
希腊词开头音节在中亚语言中常被省略，亚历山大里亚在中亞語读音“坎大哈”，不會是驪靬的音轉，非名字來源。驪靬也可稱犁靬，指古國塞琉西亚。塞琉西亚的希腊文作，读音若“塞犁靬”则很有可能与汉文一样读作“黎轩”或“犁靬”。
陳湯攻殺郅支單于是西元前36年，離卡萊戰役已經接近20年，《漢書·陈汤传》：“凡斩阏氏、太子、名王以下千五百一十八级，生虏百四十五人，降虏千余人，赋予城郭诸国所发十五王。”由此可见，陈汤已经将虏获分给了协助汉军作战的15座西域国家，沒記載帶回漢朝，何況是骊靬。鱼鳞阵也并非罗马军队特有的龟甲阵，根據相關史料，中国使用这种队形作战的时间远远早于罗马。《左传》鲁桓公五年（前707年）“原繁、高梁弥以中军奉（郑庄）公，为鱼丽之阵，先偏后伍，伍承弥缝。”而城外有重木城的防城工事也并非由罗马传入中亚的，中亚地区早已有之。
牛崇拜也非羅馬文化。祭牛、斗牛是农耕民族普遍风俗。春秋初年，秦文公建怒特祠，用于祭祀牛神。今天的浙江金华等地以及苗族、彝族、黎族、侗族、布依族、回族等少数民族也都有斗牛活动，多数是以牛与牛相斗，日本、韓國皆有斗牛。而在国外，既有近东地区的牛祭，又有源于爱琴海东部的公牛崇拜，还有被称为西班牙国术的骑士斗牛，但唯独古罗马既没有牛崇拜，也没有斗牛之俗，只是人斗兽和人鬥人。所以说者来寨村民对牛的崇拜是古罗马人在此居住后的遗俗不能成立。反對者還認為埋葬先人以頭朝西，也非紀念羅馬，中國古文化埋葬多半是头朝西，表示灵魂寄托西方的意思。
而在確認的結果發表的2007年科學家也通过对当地人的遗传進行另一次鉴定后，发现其Y染色体多为东亚本地固有类型，且大部分单倍型（haplotype）和罗马人没有关系，並指出報導當地人的去氧核糖核酸有羅馬血統的新聞為假新聞，中国社会科学院世界宗教研究所刘国鹏就曾经撰文介绍国际知名汉学家白佐良的观点，认为“罗马军团流落中国”之说是各路新闻媒体争相抛售的报道，而千篇一律的新闻报道也正说明其缺乏足够的科学和文献支持。
德效骞的观点一经提出立即遭到很多史学家的反对，在很长一段时间内，都没有后续的研究。
1989年，兰州大学历史系教师陈正义与兰州大学的英语外教澳大利亚学者大卫·哈里斯、俄语外教苏联学者弗·维·瓦谢尼金及西北民族学院（现西北民族大学）的关意权教授，贊同德效骞的观点。此假說经过海内外媒体的传播，立即成一个热门话题，並为驪靬村帶來巨大的觀光收入。但是，这四位学者并不是该领域的专家，从未发表过相关学术论文。
陈正义《骊靬绝唱──最后的古罗马人之谜》，僅爲一本通俗读物。虽然陈正义在书中宣称以可靠的史料写成，但是自身無法成為严肃的历史学论著。另外, 在《人類遺傳學期刊》雜誌上也刊登了一片2007年二月十四日的論文，否認有關假說。
兰州大学历史学院汪受宽教授認為有关说法大有越炒越热的劲头，担忧如果学术争论受到经济利益的干扰，出现歪曲甚至编造历史情况，那么无论是专家学者还是媒体都将陷入一场道德危机。

## 流行文化
- 《天将雄师》：2015年電影。